# 林宇星
林宇星（英語：Eddie Lam Yu-sing，1992年3月6日—），香港建制派政治人物，註冊社工，現任香港沙田區議會沙田南選區議員。現時是公民力量發言人，新民黨成員，亦是選舉委員會委員，新界青年聯會副會長，曾任職中國新聞社 。於2016年10月民政事務局局長青年嘉許計劃獲獎。於2021年香港選舉委員會界別分組選舉中當選。曾在2019年香港區議會選舉中參選沙田區議會翠嘉選區。其父為前荃灣區議會綠楊區議員林發耿。

## 簡歷

### 2021年香港選委會選舉
於2021年香港選舉委員會界別分組選舉中以679票當選。

### 2020年香港立法會選舉
林宇星夥拍同在2019年香港區議會選舉西貢區議會下轄的選區德明中落敗的黨友陳志豪一起報名參加了新民黨2020年香港立法會選舉初選
，與現任香港立法會議員容海恩及由剛退出自由黨「空降」的網絡紅人李梓敬競逐初選資格。

### 2019年香港沙田區議會選舉
在2019年香港區議會選舉中參選沙田區議會翠嘉選區，挑戰現任民主派區議員李世鴻，得到3385票，雖然他的得票比四年前李錦明的1068票、韋德麟的1029票相加還要多，但不敵李世鴻得票上升而落選。

## 歷屆選舉結果
| 政党   | 政党            | 候选人    | 票数  | %     | ±      |
| ------ | --------------- | --------- | ----- | ----- | ------ |
|        | 無黨派          | ①. 李世鴻 | 4,854 | 58.68 | ▲4.97  |
|        | 無黨派          | ②. 盧俊文 | 33    | 0.40  | N/A    |
|        | 公民力量/新民黨 | ③. 林宇星 | 3,385 | 40.92 |        |
| 多数票 | 多数票          | 多数票    | 1,469 |       | 不適用 |

## 社會服務
-第六屆選舉委員會
委員                                                                                                                
-大圍分區委員會 
副主席
-沙田文化藝術推廣委員會 
委員
-新界青年聯會 
副會長                                                                                                                
-青研香港
副召集人
-沙田西居民協會 
副主席
-荃灣青年會
主席

## 外部連結
- 林宇星的Facebook專頁
- YouTube上的林宇星頻道